# MASTERキートン
『MASTERキートン』（マスターキートン）は、浦沢直樹・勝鹿北星・長崎尚志脚本、浦沢直樹作画による漫画。1988年から1994年にかけて小学館『ビッグコミックオリジナル』に連載された。1998年にはアニメ化もされている。
番外編として浦沢・勝鹿による『キートン動物記』がある（『ビッグコミックオリジナル増刊』連載、単行本全1巻、ビッグコミックススペシャル）。
続編として浦沢・長崎による『MASTERキートン Reマスター』（マスターキートン リマスター）が、『ビッグコミックオリジナル』に2012年から2014年まで不定期掲載された。単行本は全1巻（ビッグコミックス／ビッグコミックススペシャル）。2014年11月時点で累計部数は2000万部を突破している。
2022年5月30日、「浦沢直樹作品の電子化プロジェクト」の第4弾として、本作と『MASTERキートン Reマスター』の2作の電子書籍の配信を開始。それを記念して、浦沢のYouTubeチャンネルにて、「『キートン風コマ割り』の作画動画」が公開されている。

## あらすじ
日本人の父親と英国人の母親を持つ主人公平賀＝キートン・太一は3つの顔を持つ男。
1つ目は名門オックスフォード大学を卒業し、本人のたっての夢である考古学で自説の論文を発表するため、日本の胡桃沢大学に籍を置く「大学講師」。
2つ目は元SASのサバイバル教官でフォークランド紛争や、在英イラン大使館人質事件では下士官として活躍したとされる「伝説的マスター」。
そして3つ目が大手保険会社ロイズの下請け「保険調査員」（オプ、つまり探偵）。
激しい恋愛の末に学生結婚した妻との間に1人娘である百合子をもうけるも離婚。その痛手から厳しい環境に身を置こうとした結果、大学を休学し英国軍人となった。だが、高い評価や名声とは裏腹に軍隊の現実に耐えられず名誉除隊。その後、相棒のダニエル・オコンネルと知り合い、生活のためロイズの下請け調査員として生計を立てる身となった。大学講師としての評判は芳しくなく、無気力で不真面目な学生たちの前に情熱は空回りし、度々「休講」を重ねる身。日本特有の学閥もあって正当な評価をされない一方、探偵業は順風満帆で次から次へと依頼が舞い込む。その傍らで、英軍の実情を知る「信用の置ける外部の人間」として原隊復帰を求められたり、英軍内における裏事情（主にスキャンダル）の調査依頼を受けるという多忙な日々。
太一の父太平は動物学者。かつては旧日本軍の動物兵器開発に協力させられた身だったが、その半生を悔いて動物（特に犬）に無償の愛情を注ぐ。酒と若い女が大好きでだらしのない性格だがどこか憎めない面を持つ。2代続けて「バツイチ」。しかも元妻には未練がある。そんな父や祖父に考古学を志す百合子は度々ハッパをかける。
冷戦終結前後の社会情勢、考古学、そして平賀家をめぐる人々のドラマを描いた作品である。

## 登場人物
「声」はアニメ版の声優。浦沢は登場キャラクターについて海外の映画俳優・歌手などをモデルにすることが多いと語っている。
平賀＝キートン・太一
声 - 井上倫宏 / 幼少期 - 宮田幸季
動物学者の父太平とイギリス・コーンウォール地方の名門キートン家の息女パトリシアとの間に生まれた日英ハーフ。イギリス国籍。パブリックスクール卒業後、オックスフォード大学に進学した生粋のエリート。
ロイズ保険組合の調査員（オプ）をしながら、遺跡発掘の足がかりとするために考古学者として大学への就職を探っている。序盤では日本の胡桃沢大学などで、非常勤講師として働いている姿が登場するが、物語が進むにつれオプの探偵業務に従事している場面が圧倒的に多くなった。本人の希望は師であるユーリー・スコット教授も提唱した「西欧文明ドナウ起源論」の証明をすることであり、オプの仕事はあくまで発掘調査をするため、あるいは生活していくための副業と考えている。そのため、周囲には「（研究者としては）現在、失業中。」と述べることが多く、“就職活動”に奔走する場面が多々見られる。専門の考古学に限らず、歴史全般に造詣が深い知識人。作中で日本語、英語、ドイツ語、フランス語、イタリア語、スペイン語、ロシア語の各国語を話しており、複数の言語を自在に操るマルチリンガルである。この他にも、アラビア語やルーマニア語なども解すると推測される。
日本の実家にいる時以外は、発掘作業中であっても基本的に背広を着ている。世界中を忙しなく飛び回っていることが多いが、日本の実家にいるときは対照的にのんびりと過ごしている。物をすぐポケットに入れる癖がある。グルメで甘党。年頃の娘・百合子には頭が上がらない。身に危険が及ぶ過酷な仕事が多いが、娘には「単調なデスクワークばかりだ」と嘘をついており、職務中に負傷した際も、「階段で転んだ」などと嘘をつき通している。
オックスフォード大学ベーリアル校に在学中、同校に留学していた日本人女性の数学者と結婚するが離婚。父親と同様バツイチの独身である。別れた妻への未練を断ち切るため、大学を休学し、イギリス陸軍に志願している。
軍では3年でSASに入隊。駐英イラン大使館占拠事件等の作戦で活躍し、サバイバル教官にもなった。教官時の訓練生からのあだ名は「マスター」。軍は士官候補生として扱ったが、軍隊が「あまりに現実的すぎて」自分には向かないと感じ、曹長のときに名誉除隊を選ぶ。とはいえ、サバイバルの専門家であることから、フォークランド紛争の際は予備役として待機命令を受けている。また、多言語に堪能な上に「どの人種にも見えどの人種にも見えない」と評される外見から潜入工作員としての評価もされ、湾岸戦争時には英国政府から王族救出の特命を受け、イラクへの潜入作戦に従事している。
見た目は柔弱そうだが、上記のような経歴を持つため、いざとなるとテロリストや犯罪組織相手にも熟練した戦闘力を発揮。武器を携行せずとも現場にあるさまざまなものを効果的に利用して危機的状況から生還する。その際、部族や古代人が使用していた武器を手作りで再現してしまうなど、軍人としての知識のみならず、考古学者としての知識もふんだんに活かされている。また、砂漠や雪山などで身動きが取れない状況に陥っても、サバイバル術の知識と咄嗟の機転で、難を逃れている。
一方、敵対者を打ち倒しても、相手がそれで窮地に陥ってしまったら助けずにはいられない人道家でもある。火器の扱いも完璧と推測され、銃で人を撃った場面もあるが、最終巻のルーマニアでの事件では危機に瀕しても、銃口を人間には向けられない臆病ともとれる一面も持ちあわせている。
借り物のオンボロ車を何台もオシャカにしている。
平賀太平
声 - 永井一郎
太一の父で動物学者。パトリシアと結婚し、息子・太一をもうけるが離婚。太助というチャウチャウの血が混じった雑種犬を筆頭に、その他に数匹の動物を飼っている。
自由奔放な性格で、好き勝手に暮らしているように見えるが、その行動力と交渉力でしばしば主人公の太一をも顔色なさしめる活躍をする。
一方で若く美しい女性には目がなく、衰えることを知らない好色ぶりには、息子の太一や孫の百合子からも難色を示されている。
他にも、動物学者としての知識を活かし (?)、競馬に興じたり、スコットランドに行きつけのウィスキー醸造所を持つなど、パワフルな老人である。そのため、本編中には彼を主人公としたエピソードも数編ある。
基本的には日本で生活しているが、太一のいるロンドンに乗り込んでくることもある。
以前、横浜のボロアパートに住んでおり、その界隈に住む住人の殺伐とした人間模様が、自然界の弱肉強食を彷彿とさせるらしく、自身の原点だと語っている。
普段はとぼけた好々爺だが、その内にあるシビアな一面を垣間見せることも。元軍属ながら性格が柔和という点で息子の太一と共通するが、怒ると非常に怖いという従軍時の元部下の証言もある。
「Reマスター」では老人ホームに入っているものの、未だ健在である。
平賀百合子
声 - 桑島法子
太一の娘。初登場時は中学生だが、物語終盤では18歳・高校3年生となりオックスフォード大学への進学を計画する。母親譲りの気の強さや現実的な面と、父親譲りの堅実さやロマンチストの面を持つ快活で利発な美少女として描かれる。
父親のお人好し過ぎる所は「尊重すべき欠点」と見なしている模様で、当人もややもすればお節介焼きである。風紀が乱れがちな女子校の中で、自分を見失うことなく、グレずに真っ直ぐ成長している。
「百合子(ゆりこ)」の名前は太一の恩師であるユーリー・スコット教授に由来する。
太助
太平が飼う雑種犬。額に"×"の傷がある。捨て犬だったところを太平が保護した。一見するとブサイクな“ダメ犬”だが、太平曰く「嗅覚と聴覚が異常に優れている」らしく、太平と共に活躍し事件を解決したこともある。鳴き声は「バフ」。
チャーリー・チャップマン
声 - 菅原正志
太一の幼なじみであり、太一のことを「ハーフジャパニーズ」と呼ぶ。自身もイタリア系ハーフ。
マスコミからも注目を集める有名な探偵で、素早い事件解決をモットーとしているため、彼の調査に疑問をはさむ太一に苛立つこともあるが、その一方で自分以上に度胸の据わっている太一を認めている。仕事の上では太一をライバル視しているが、いつも推理で太一に一歩及ばないことが悩みの種。
イタリア男らしく、女性に惚れっぽく、母親に頭が上がらない。母親より料理の上手い女性に出遭うと、恋のスイッチが入ってしまうらしい。
ダニエル・オコンネル
声 - 辻親八
太一の勤める探偵事務所の共同経営者。ベイカーストリートに事務所を構える。
太一とは皮肉や冗句を言い合う相棒同士。しばしば非常に難しい仕事を取ってくるため、太一に煙たがられることもある。難解な依頼を解決させる太一に助けられている反面、太一が高額な研究書を買う際に給料の前借をせがまれたり、借金の分を太一の給料から天引きしたりと、お互い持ちつ持たれつの関係にある。
女性に弱く、振られることも多いが、ファッションには一寸うるさい一言家で、人生を達観している所もある。
「Reマスター」では探偵事務所を閉鎖しているが、閉鎖後も事件を受任しており、太一に仕事を押し付けようとする。
ユーリー・スコット
声 - 堀勝之祐
著名な考古学者。オックスフォード大学の教授。太一の師であり、太一に学ぶ喜びと学者としての薫陶を与えた。
多くの格言を残した人格者でもあり、多くの人から慕われている。肝の据わった人物で、ドイツ空軍によるロンドン空襲の際、学生たちを率いて救助活動にあたった後、まだ時間があるとして講義を続行した硬骨漢ぶりから、当時の学生たちに“鉄の睾丸”の異名を贈られたという逸話を持つ。
太一が卒業論文を再提出する前、異端視されることを覚悟の上で「ドナウ文明起源説」を発表して、学会を追放された。ドナウ川流域における発掘調査は、東西冷戦による情勢不安や自身の体調などの理由から断念せざるを得ず、遂に存命中に自らの学説を立証させることはできなかった。太一にとって、この志を遂げることが人生の最大目標である。
ハドソン
元ロンドン警視庁・ホーンズロウ警察署の敏腕警部。とある事件で太一と知合う。頑固おやじでトラブルメーカー。ダニエルやチャーリーにも勝るとも劣らない強烈な人物。最終章のルーマニア編では、ある事件に巻き込まれる。
定年退職後はダニエルの探偵事務所の世話になるが、警官時代そのままの荒っぽい捜査ぶりで、ダニエルの手を焼かせている。
Mrs．バーナム
声 - 麻生美代子
好奇心旺盛でパワフルな婦人。口煩いお節介焼きで、ある事件の目撃者となって以降、強引に太一の探偵業務に首を突っ込むようになる。そのため、太一を困らせるも、いつもその直感が事件解決のための重要なキーとなり、時に太一をして「面白い」と感心させることも。
太一のことを「探偵としてはまだまだ」と評価し、半人前呼ばわりするが、基本的に面倒な仕事や地道な作業は全部太一にやらせる。また、時間丁度に夕食を作らないと機嫌が悪くなる旦那がおり、夕方になると夕食の支度のため、慌ただしく家に帰っていく。ハンフリー・ボガートのファンであるらしい。
東側から来た男
名前不詳。スリングショットを武器とする、眼鏡をかけた冷徹な殺し屋。ある事件で太一らを襲撃する。ロシアのマーシャルアーツを習得していることなどから、“東側”が送り込んだスパイだと推測される。一度は太一に撃退され負傷するも、復讐心から再度彼の前に姿を現わす。

## アニメーション
1998年に原作の全144話の一部を全24話の一話完結式で映像化して日本テレビ系列が放送した。また、ビデオ化の際に新たに15話が制作され、計39話になっている。原作に忠実だが、ハッピーエンディングにされているものがある。ナレーションはキートン山田が担当する。
当時、制作スタッフの募集がアニメ誌の誌上で行われた。
2007年3月10日よりNHK衛星第2テレビジョン（衛星アニメ劇場）にてOVA版も含む全39話が再放送された。なお、主題歌は本放送のものが使用された。

### スタッフ
- 監督 - 小島正幸
- 企画 - 伊藤和明、伊藤梅男、山下暉人、植田文郎
- 原作 - 「MASTERキートン」（小学館刊）浦沢直樹、勝鹿北星、長崎尚志
- プロデューサー - 山下洋、大島満、田村学、丸山正雄
- キャラクターデザイン・総作画監督 - 高坂希太郎
- シリーズ構成 - 浦畑達彦
- 美術監督 - 池田祐二
- 撮影監督 - 白井久男
- 音楽 - 蓜島邦明
- 音響監督 - 本田保則
- 企画協力 - 鈴木総一郎（ビッグコミックオリジナル編集部）、長崎尚志
- アニメーションプロデューサー - 吉本聡
- アニメーション制作 - マッドハウス
- 企画・制作 - 日本テレビ
- 製作・著作 - 小学館、バップ

### 主題歌
オープニングテーマ「Railtown」
曲 - 蓜島邦明
エンディングテーマ
「eternal wind」（第1話 - 第13話）
歌 - Blüe
「ためいき」（第14話 - 第26話）
歌 - Kneuklid Romance
「from beginning」（第27話 - 第39話）
曲 - 蓜島邦明
「月と君と僕の関係」（再放送版：第1話 - 第13話）
歌 - Kneukild Romance
「EVER」（再放送版：第14話 - 第24話）
歌 - Blüe

### 各話リスト
| 話数       | サブタイトル               | 脚本       | 絵コンテ            | 演出              | 作画監督            |
| ---------- | -------------------------- | ---------- | ------------------- | ----------------- | ------------------- |
| CHAPTER:1  | 迷宮の男                   | 藤田伸三   | 小島正幸            | 政木伸一          | 高坂希太郎          |
| CHAPTER:2  | 小さな巨人                 | 藤田伸三   | 小島正幸            | 小島正幸          | 藤田しげる          |
| CHAPTER:3  | ラザーニェ奇譚             | 小川智子   | 平田敏夫            | 神戸守            | 古賀誠              |
| CHAPTER:4  | 不死身の男                 | 高屋敷英夫 | 小島正幸            | 原博              | 岩井優器            |
| CHAPTER:5  | 屋根の下の巴里             | 高屋敷英夫 | 笹木信作            | 笹木信作          | 高坂希太郎          |
| CHAPTER:6  | 白い女神                   | 浦畑達彦   | 青山ヒロシ          | 青山ヒロシ        | 古佐小吉重 清水健一 |
| CHAPTER:7  | 遥かなるサマープディング   | 高屋敷英夫 | ときたひろこ        | 島崎奈々子        | 太田雅彦            |
| CHAPTER:8  | 交渉人のルール             | 高屋敷英夫 | 志村錠児            | 立花源十郎        | 香月邦夫            |
| CHAPTER:9  | 貴婦人との旅               | 金春智子   | 原博                | 原博              | 三好友橋            |
| CHAPTER:10 | チャーリー                 | 藤田伸三   | 志村錠児            | 志村錠児          | 井上鋭              |
| CHAPTER:11 | 特別なメニュー             | 高屋敷英夫 | 青山ヒロシ          | 青山ヒロシ        | 古佐小吉重          |
| CHAPTER:12 | 御婦人たちの事件           | 藤田伸三   | 島崎奈々子          | 島崎奈々子        | 佐々木守            |
| CHAPTER:13 | 穏やかな死                 | 浦畑達彦   | 小島正幸            | 小島正幸          | 栗田務              |
| CHAPTER:14 | 心の壁                     | 高屋敷英夫 | 原博                | 原博              | 三好友橋 林康弘     |
| CHAPTER:15 | 長く暑い日                 | 浦畑達彦   | 松尾衡              | 松尾衡            | 井上鋭              |
| CHAPTER:16 | 永遠の楡の木               | 金春智子   | 平田敏夫            | 青山ヒロシ        | 古佐小吉重 清水健一 |
| CHAPTER:17 | バラの館                   | 藤田伸三   | 郷敏治              | 郷敏治            | 岡千家子            |
| CHAPTER:18 | フェイカーの誤算           | 高屋敷英夫 | 吉村文宏            | 吉村文宏          | 西田正義            |
| CHAPTER:19 | 空へ…                      | 金子ツトム | 桑原智              | 桑原智            | 瀬谷新二            |
| CHAPTER:20 | 臆病者の島                 | 藤田伸三   | 大久保富彦          | 島崎奈々子        | 佐々木守            |
| CHAPTER:21 | アザミの紋章               | 金春智子   | 笹木信作            | 笹木信作          | 藤田しげる          |
| CHAPTER:22 | シャトー・ラジョンシュ1944 | 金春智子   | 高坂希太郎          | 高坂希太郎        | 高坂希太郎          |
| CHAPTER:23 | 出口なし                   | 藤田伸三   | 郷敏治              | 郷敏治            | 岡千家子            |
| CHAPTER:24 | オプの生まれた日           | 浦畑達彦   | 青山ヒロシ          | 青山ヒロシ        | 佐々木守            |
| CHAPTER:25 | 砂漠のカーリマン           | 金春智子   | 小島正幸            | 原博              | 井上鋭              |
| CHAPTER:26 | 家族                       | 高屋敷英夫 | 原博                | 郷敏治            | 岡千家子            |
| CHAPTER:27 | 赤い風                     | 水上清資   | 松尾衡              | 松尾衡            | 佐々木守            |
| CHAPTER:28 | アレクセイエフからの伝言   | 荒西大介   | 小島正幸            | 小島正幸          | 井上鋭              |
| CHAPTER:29 | 禁断の実                   | 小川智子   | 坂田純一            | 松村康弘          | 岡千家子            |
| CHAPTER:30 | 瞳の中のハイランド         | 井上敏樹   | 笹木信作            | 笹木信作          | 吉田健一            |
| CHAPTER:31 | 匂いの鍵                   | 藤田伸三   | 原博                | 原博              | 粟田務 清水洋       |
| CHAPTER:32 | 背中の裏街                 | 金春智子   | 島崎奈々子 佐々木守 | 島崎奈々子        | 佐々木守 遠藤正明   |
| CHAPTER:33 | 天使のような悪魔           | 荒西大介   | 小島正幸            | 石崎すすむ        | 増谷三郎            |
| CHAPTER:34 | 瑪瑙色の時間               | 川尻善昭   | 川尻善昭            | 小島正幸 熊谷雅晃 | 古屋勝悟 三原三千雄 |
| CHAPTER:35 | 五月の恋                   | 金春智子   | 高坂希太郎          | 高坂希太郎        | 高坂希太郎          |
| CHAPTER:36 | Blue Friday                | 金春智子   | りんたろう          | 原博              | 井上鋭 本間嘉一     |
| CHAPTER:37 | 面接の日                   | 浦畑達彦   | 島崎奈々子          | 木宮茂            | 倉嶋丈康            |
| CHAPTER:38 | 狩人の季節 前編            | 藤田伸三   | 笹木信作            | 笹木信作          | 三原三千雄 古屋勝悟 |
| CHAPTER:39 | 狩人の季節 後編            | 藤田伸三   | 小島正幸            | 小島正幸          | 井上鋭 本間嘉一     |

### 放送局
| 放送局               | 放送期間                      | 放送日時             | 備考                                                                                   |
| -------------------- | ----------------------------- | -------------------- | -------------------------------------------------------------------------------------- |
| 日本テレビ【製作局】 | 1998年10月5日 - 1999年3月29日 | 毎週月曜 深夜24:50 - | 再放送1 1999年4月15日 - 10月5日 木曜17:00 - 再放送2 2004年4月2日 - 6月11日 金曜10:30 - |
| 札幌テレビ           | 1998年10月5日 - 1999年3月29日 | 毎週月曜 深夜24:50 - |                                                                                        |
| ミヤギテレビ         | 1998年10月5日 - 1999年3月29日 | 毎週月曜 深夜24:50 - |                                                                                        |
| テレビ金沢           | 1998年10月5日 - 1999年3月29日 | 毎週月曜 深夜24:50 - |                                                                                        |
| 長崎国際テレビ       | 1998年10月5日 - 1999年3月29日 | 毎週月曜 深夜24:50 - |                                                                                        |
| 熊本県民テレビ       | 1998年10月5日 - 1999年3月29日 | 毎週月曜 深夜24:50 - |                                                                                        |
| 中京テレビ           | 1998年10月13日 - 1999年4月6日 | 毎週火曜 深夜25:25 - |                                                                                        |
| 西日本放送           | 1998年10月 - 1999年4月        | 毎週月曜 深夜        |                                                                                        |
| 福岡放送             | 1998年10月 - 1999年4月        | 毎週土曜 深夜        |                                                                                        |
| 静岡第一テレビ       | 1999年1月 - 6月               |                      |                                                                                        |
| 広島テレビ           | 1999年4月 - 9月               |                      |                                                                                        |
| キッズステーション   | 2000年 - 、 2015年6月 -       |                      | CS放送                                                                                 |
| BS日テレ             | 2002年 -                      |                      | BS放送                                                                                 |
| チャンネルNECO       | 2006年 -                      |                      | CS放送                                                                                 |
| NHK BS2              | 2007年3月10日 - 12月8日       | 毎週土曜 朝8:31 -    | BS放送、OVA版も放送                                                                    |

## 著作者表示の変更について
『週刊文春』2005年5月26日号において、『MASTERキートン』の増刷が一時行われなくなった件について取り上げられた。その記事中においては、著作者に関し担当編集者の長崎尚志が、原作者とされている勝鹿が原作を仕上げたことはなく、全て長崎と浦沢が書いていた、と述べたとされている。また関係者（匿名）によると、その後浦沢の申し入れから、印税はそれまで通り浦沢と勝鹿で半分ずつのまま、単行本における著作者表示で勝鹿の名前を小さくすることとなったらしい。しかし、勝鹿と親しかった雁屋哲がこの措置に関し小学館に抗議を行い、増刷が中断されている、との記事内容であった。
著作者関連について漫画研究者の夏目房之介は「いまひとつ不明瞭なのは原作者の存在だが、（略）直接打ち合わせをしているのはほとんど長崎で、その段階で原作を改変していたというのが浦沢・長崎の語ったところだ。ここではそう理解しておく。」と、自著で述べている。
2011年8月から、雑誌掲載時の4色・2色ページを再現したA5版サイズの『MASTERキートン 完全版』全12巻が刊行された際には、浦沢に比べ脚本の名前表示は小さくなり、5巻までは長崎の著作者表示が加わっている。

## キートン動物記
『MASTERキートン』のキャラクターが登場する番外編の動物漫画。本編連載と並行して1989年から1993年まで『ビッグコミックオリジナル増刊』に連載された。連載時は2色カラーだったが、単行本では4色カラーとなっている。
1話につき1種類の動物をテーマとしており、単行本では4ページの本編とキャラクター同士の会話形式による2ページの解説コラムの構成となっている。主な解説役は動物学者である平賀太平が務めている。

### 登場する動物
1. ネコ
2. チンパンジー
3. カメレオン
4. サメ
5. カモメ
6. ウマ
7. ニシキゴイ
8. カラス
9. キリン
10. ビーバー
11. クラゲ
12. ウサギ
13. 東天紅（東天紅鶏）
14. ゾウ

## MASTERキートン Reマスター
前作『MASTERキートン』から20年後の平賀＝キートン・太一を主人公とした続編。『ビッグコミックオリジナル』2012年7号（3月19日発売）から2014年17号（8月20日発売）まで不定期連載された。
単行本は小学館から全1巻で、通常版（ビッグコミックス）と豪華版（ビッグ コミックススペシャル）が同時発売された。通常版は初期単行本と同サイズでカラー原稿がモノクロ、豪華版は完全版と同サイズでカラー原稿が連載時のままで紙質が若干良くなっている。2014年12月現在で通常版が税抜き700円、豪華版が1300円となっている。

## 書誌情報
- 勝鹿北星（原作） / 浦沢直樹（作画） 『MASTERキートン』 小学館〈ビッグコミックス〉、全18巻
  1. 「砂漠のカーリマン」1989年1月1日初版第1刷発行、ISBN 4-09-181691-6
  2. 「狩人の季節」1989年6月1日初版第1刷発行、ISBN 4-09-181692-4
  3. 「アレクセイエブからの伝言」1989年9月1日初版第1刷発行、ISBN 4-09-181693-2
  4. 「長く暑い日」1990年1月1日初版第1刷発行、ISBN 4-09-181694-0
  5. 「白い女神」1990年6月1日初版第1刷発行、ISBN 4-09-181695-9
  6. 「偽りの三色旗」1990年9月1日初版第1刷発行、ISBN 4-09-181696-7
  7. 「デビッド・ボビッドの森」1991年1月1日初版第1刷発行、ISBN 4-09-181697-5
  8. 「豹の檻」1991年6月1日初版第1刷発行、ISBN 4-09-181698-3
  9. 「コーンウォールの風」1991年9月1日初版第1刷発行、ISBN 4-09-181699-1
  10. 「ブルーフライデー」1992年3月1日初版第1刷発行、ISBN 4-09-181700-9
  11. 「天使の両翼」1992年8月1日初版第1刷発行、ISBN 4-09-182851-5
  12. 「赤い風」1993年1月1日初版第1刷発行、ISBN 4-09-182852-3
  13. 「ライオンの騎士」1993年7月1日初版第1刷発行、ISBN 4-09-182853-1
  14. 「光なき世界の住人」1993年10月1日初版第1刷発行、ISBN 4-09-182854-X
  15. 「神の愛でし村」1994年3月1日初版第1刷発行、ISBN 4-09-182855-8
  16. 「ルナデールの夕日」1994年6月1日初版第1刷発行、ISBN 4-09-182856-6
  17. 「学者になる日」1994年8月1日初版第1刷発行、ISBN 4-09-182857-4
  18. 「夢を掘る人」1994年10月1日初版第1刷発行、ISBN 4-09-182858-2
- 勝鹿北星（原作） / 浦沢直樹（作画） 『キートン動物記』 小学館〈ビッグコミックスカラースペシャル〉、1995年4月20日初版第1刷発行、ISBN 4-09-179201-4
- 長崎尚志（原作） / 浦沢直樹（作画） 『MASTERキートン Reマスター』 小学館〈ビッグコミックス〉、2014年12月3日初版第1刷発行（11月28日発売[7]）、ISBN 978-4-09-186726-1
  - 「豪華版」同日初版第1刷発行（同日発売[8]）、ISBN 978-4-09-186727-8